# Ратне игре
Ратне игре је други студијски албум српске рок групе Кербер. Албум је издат 1985. године.
Највећи хит на албуму је песма Ратне игре која је постигла велику слушаност широм Југославије и Србије. Уводни део песме (инструментал) је послужио за шпицу емисије ТВ Београд о војсци Дозволите да се обратимо.

## Песме
На албуму се налазе следеће песме:

## Информације о албуму
- Горан Шепа - вокал
- Томислав Николић - гитара
- Бранислав Божиновић - клавијатуре
- Зоран Жикић - бас гитара
- Зоран Стаменковић - бубњеви